# اریک هوفر
اریک هوفر (۲۵ ژوئیهٔ ۱۹۰۲ – ۲۱ مه ۱۹۸۳) فیلسوف اجتماعی و اخلاق‌پژوه آمریکایی بود. او نویسندهٔ ده کتاب بود و در فوریهٔ ۱۹۸۳ نشان افتخار آزادی رئیس‌جمهوری را دریافت کرد. اولین کتابش با عنوان مرید راستین (۱۹۵۱) را عموماً کتابی کلاسیک می‌دانند. این کتاب مورد تحسین منتقدان (هم محققان و هم عموم افراد) قرار گرفت، هرچند هوفر معتقد بود که مصیبت تغییر (۱۹۶۳) بهترین اثرش است. جایزهٔ کتاب اریک هوفر از جوایز ادبی بین‌المللی است که به افتخار او به برندگان اعطا می‌شود. دانشگاه کالیفرنیا، برکلی یکی از جوایز سالانه‌اش را جایزهٔ لیلی فابیلی و اریک هوفر نامیده است.

## سال‌های ابتدایی زندگی
بسیاری از اطلاعات مربوط به سال‌های ابتدایی زندگی هوفر، تأییدنشده است اما در یکی از متون شرح‌حالش، هوفر ادعا می‌کند که در سال ۱۹۰۲ در برانکسِ شهر نیویورک متولد شده و نام پدر و مادرش کنوت و السا (گوبل) هوفر بوده است. پدر و مادر او مهاجرانی از آلزاس بودند که در آن زمان بخشی از امپراتوری آلمان بود. در پنج‌سالگی، هوفر می‌توانست هم به زبان انگلیسی و هم به زبان آلمانی یعنی زبان مادری والدینش بخواند. وقتی پنج‌ساله بود، مادرش در حالی که اریک در آغوشش بود از پله‌ها افتاد. بعداً به خاطر می‌آورد که: «در سن هفت سالگی بینایی خود را از دست دادم. دو سال قبل از آن، من و مادرم از پله‌ها به پایین سقوط کردیم. او بهبود نیافت و در همان سال دوم پس از سقوط درگذشت. من بینایی خود را از دست دادم و حافظه‌ام هم تا مدتی دچار اختلال بود.» 
هوفر در تمام عمرش با لهجهٔ آلمانی صحبت می‌کرد و این زبان را روان صحبت می‌کرد. او را مهاجری آلمانی به نام مارتا که از اقوام یا خدمتکاران بود و در خانهٔ آنها زندگی می‌کرد بزرگ کرد. بینایی هوفر در سن پانزده‌سالگی به دلایل نامعلوم بازگشت. از ترس اینکه دوباره بینایی‌اش را از دست بدهد، فرصت را غنیمت شمرد و تا جایی که می‌توانست مطالعه می‌کرد. بازگشت بینایی‌اش دائمی شد، اما هوفر هرگز عادت مطالعه‌اش را ترک نکرد.
هوفر جوان بود که پدرش را نیز از دست داد. اتحادیهٔ کابینت‌سازان هزینهٔ مراسم خاکسپاری کنوت هوفر را پرداخت و حدود سیصد دلار پول بیمه به هوفر داد. او با اتوبوس به لس‌آنجلس رفت و ده سال بعد از آن را در آوارگی و سرگردانی سپری کرد، چنان‌که می‌نویسد: «بی‌سروسامان، در حال دست و پنجه نرم کردن با گرسنگی و پرسه زدن روی زمین.». 
هوفر سرانجام در اسکید رو، لس‌آنجلس ساکن شد و به مطالعه و نوشتنِ هرازگاه و خرده‌کاری پرداخت.
در سال ۱۹۳۱، او به فکر خودکشی با نوشیدن محلول اگزالیک اسید افتاد، اما نتوانست خود را قانع به انجام این کار کند. او اسکیدرو را ترک کرد و پس از فصل برداشت محصول در کالیفرنیا، کارگر مهاجر شد. هر جا که کار می‌کرد، در کتابخانه عضو می‌شد و به قول خودش وقتش را «بین کتاب‌ها و فاحشه‌خانه‌ها» می‌گذراند. او همچنین در کوه‌ها به دنبال طلا بود. در یکی از زمستان‌ها که برف‌گیر شده بود، مقالات میشل دو مونتنی را خواند. مونتنی عمیقاً هوفر را تحت تأثیر قرار داد و هوفر اغلب به او ارجاع می‌داد. هوفر همچنین نسبت به طبقهٔ فرودست آمریکا ادای احترام می‌کرد که به گفتهٔ او «سرشار از استعداد» بود.

## نویسندگی
او رمانی به نام چهار سال از زندگی یانگ هنک و رمانکی به نام شانس و آقای کونز نوشت که هر دو تا حدی شرح‌حال بودند. او همچنین مقاله‌ای طولانی بر اساس تجربیات خود در یکی از اردوگاه‌های کاری فدرال به نام «ولگردها و پیشگامان» نوشت. این مقاله هرگز منتشر نشد، اما پس از معروف شدن او، نسخهٔ چکیدهٔ آن در مجله هارپر منتشر شد.
هوفر در چهل‌سالگی در زمان جنگ جهانی دوم تلاش کرد تا در ارتش آمریکا ثبت نام کند، اما به دلیل فتق رد شد. به‌جایش در سال ۱۹۴۳ کار خود را در اسکله‌های سانفرانسیسکو به‌عنوان کارگر بارانداز آغاز کرد

در همان زمان به‌طور جدی شروع به نوشتن کرد.
هوفر در سال ۱۹۶۴ کار اسکله را کنار گذاشت و اندکی بعد به عنوان استاد مدعو در دانشگاه کالیفرنیا، برکلی مشغول به کار شد. سپس در سال ۱۹۷۰ خود را بازنشسته کرد. می‌گفت: «می‌خواهم دوباره به سوراخی که شروع کردم بخزم. نمی‌خواهم شخص عمومی یا سخنگوی کسی باشم… هر مردی می‌تواند سوار قطار شود. [اما] فقط مرد عاقل می‌داند چه زمانی باید پیاده شود.» در سال ۱۹۷۰، جایزهٔ لیلی فابیلی و اریک هوفر را برای دانشجویان، اساتید و کارکنان دانشگاه کالیفرنیا، برکلی پایه‌گذاری کرد.
هوفر خود را خداناباور می‌دانست اما دیدگاه‌های همدلانه‌ای نسبت به دین داشت و آن را به‌صورت نیروی مثبت توصیف می‌کرد.
هوفر در سال ۱۹۸۳ در سن هشتادسالگی در خانه‌اش در سانفرانسیسکو درگذشت.

## برخاستن از طبقهٔ کارگر
هوفر تحت تأثیر خاستگاه‌های خود در فضای طبقهٔ فرودست و طبقهٔ کارگر قرار داشت و پتانسیل انسانی گسترده‌ای را در این طبقه مشاهده می‌کرد. در نامه‌ای به مارگارت اندرسون در سال ۱۹۴۱، نوشت: «کار نوشتن را در محوطه‌های راه‌آهن در حالی که منتظر بار هستم، در مزارع در حالی که منتظر کامیون هستم، و ظهر بعد از ناهار انجام می‌دهم. شهرها خیلی حواس‌پرت‌کن هستند.» او می‌گفت: «نوشته‌های من درست مانند شاخه‌ای که از درخت برمی‌آید، از زندگی من سر می‌زنند.» زمانی که او را روشنفکر نامیدند، اصرار داشت که صرفاً کارگر بارانداز است. هوفر را برخی نویسندگان «فیلسوف بارانداز» لقب داده‌اند.

## زندگی شخصی
هوفر که خودش در خانواده‌اش تک‌فرزند بود، هرگز ازدواج نکرد. هوفر از لیلی فابیلی آزبورن، صاحب فرزندی به نام اریک آزبورن شد که در سال ۱۹۵۵ متولد شد و او را لیلی آزبورن و همسرش سلدن آزبورن بزرگ کردند. لیلی فابیلی آزبورن از طریق شوهرش که همکار هوفر در بارانداز و آشنای هوفر بود با هوفر آشنا شده بود. با این حال، سلدن آزبورن و هوفر رابطهٔ خوبی با هم داشتند.
هوفر از اریک آزبورن به عنوان پسر یا پسرخوانده خود یاد می‌کرد. لیلی فابیلی آزبورن در سال ۲۰۱۰ در سن ۹۳ سالگی درگذشت و قبل از مرگش مدیریت دارایی هوفر را بر عهده داشت و سرسختانه حقوق مالکیت معنوی او را کنترل می‌کرد.
تام بتل، روزنامه‌نگار آمریکایی، در کتاب خود با عنوان اریک هوفر: فیلسوف بارانداز، که در سال ۲۰۱۲ منتشر شد، تردیدهایی در مورد روایت هوفر از سال‌های ابتدایی زندگی‌اش ابراز می‌دارد. اگرچه هوفر ادعا می‌کرد که والدینش اهل آلزاس-لورن هستند، اما خود هوفر با لهجه باواریایی صحبت می‌کرد. او ادعا می‌کرد در برانکس به دنیا آمده و بزرگ شده اما لهجهٔ برانکسی نداشت. لیلی فابیلی، معشوق و مدیر دارایی‌های او اظهار داشت که همیشه فکر می‌کرده هوفر مهاجر است. پسرش، اریک فابیلی، گفت که زندگی هوفر ممکن است با زندگی ب. تراون قابل مقایسه باشد و در نظر داشت فردی تبارشناس را برای تحقیق در مورد زندگی اولیهٔ هوفر استخدام کند. هوفر وقتی این مسئله را فهمید، پاسخ داد: "مطمئنید می‌خواهید بدانید؟" 
جو گلادستون، از زمین‌دارانِ پسکادرو و از دوستان خانوادگی فابیلی‌ها که هوفر را نیز می‌شناخت، دربارهٔ روایت هوفر از ابتدای زندگی‌اش می‌گوید: «حتی یک کلمه از آن را باور نمی‌کنم.» تا به امروز، هیچ‌کس ادعا نکرده است که هوفر را در جوانی‌اش می‌شناخته، و ظاهراً هیچ گزارشی، نه از والدینش و نه در واقع از خود هوفر تا زمانی که حدود چهل سال داشته (زمانی که نامش در سرشماری آمد) وجود ندارد.

## کتاب‌ها و نظرات

### مرید راستین
هوفر با انتشار اولین کتاب خود در سال ۱۹۵۱ با عنوان مرید راستین: تاملاتی دربارهٔ سرشت جنبش‌های توده‌وار مورد توجه عموم قرار گرفت. این کتاب شامل مقدمه و ۱۲۵ بخش است که به ۱۸ فصل تقسیم شده است. هوفر پدیدهٔ «جنبش‌های توده‌وار» را تحلیل می‌کند، اصطلاحی کلی که برای احزاب انقلابی، جنبش‌های ملی‌گرا و جنبش‌های مذهبی به کار می‌برد. او دیدگاه خود را در فقرهٔ ۱۱۳ خلاصه می‌کند: «پیشگام جنبش، سخنوران هستند، متعصبان آن را تحقق می‌بخشند و مردان عمل آن را تثبیت می‌کنند».
هوفر استدلال می‌کند که جنبش‌های فرهنگی متعصب و افراطی، اعم از مذهبی، اجتماعی یا ملی، زمانی به وجود می‌آیند که تعداد زیادی از مردم سرخورده، که زندگی فردی خود را بی‌ارزش یا تباه شده می‌دانند، به جنبشی می‌پیوندند که خواستار تغییرات بنیادی است. اما جذابیت واقعی برای این جمعیت، فرار از خود است، نه تحقق امیدهای فردی: «جنبش توده‌ای، طرفدار جذب می‌کند و طرفدار دارد نه به این دلیل که می‌تواند میل به پیشرفت خود را اقناع کند، بلکه به این دلیل که می‌تواند اشتیاقِ فرار از خود را ارضا کند.»
در نتیجه هوفر استدلال می‌کند که جذابیت جنبش‌های توده‌ای ممکن است با هم عوض شود: مثلاً در آلمان دهه‌های ۱۹۲۰ و ۱۹۳۰، کمونیست‌ها و نازی‌ها ظاهراً دشمن یکدیگر بودند، اما گاهی اعضای یکدیگر را به کار می‌گرفتند، زیرا هر دو برای قشری واحد از مردمِ به حاشیه رانده‌شده و عصبانی و ناامید با هم رقابت می‌کردند. هوفر معتقد است برای «مرید راستین»، باورهای خاص اهمیت کمتری دارند تا فرار از بارِ خویشتنِ مختار.
آرتور ام. شلزینگر، مورخ دانشگاه هاروارد، دربارهٔ مرید راستین می‌گوید: «این تحقیق درخشان و اصیل در مورد ماهیت جنبش‌های توده‌ای، سهمی حقیقی در تفکر اجتماعی ما دارد.»

### آثار متأخر
پس از انتشار مرید راستین (۱۹۵۱)، اریک هوفر در چندین مقالهٔ خود به آسیا و مداخله‌گرایی آمریکا پرداخت. هوفر در مقالهٔ «بیداری آسیا» (۱۹۵۴) که در روزنامه ریپورتر و بعداً کتاب مصیبت تغییر (۱۹۶۳) منتشر شد، دلایل ناآرامی در این قاره را مورد بحث قرار می‌دهد. او به‌طور خاص معتقد است که علت اصلی نارضایتی اجتماعی در آسیا، فساد دولتی، «تحریک کمونیستی» یا میراث «ستم و استثمار» استعماری اروپاییان نیست، بلکه «میل به غرور» مشکل اصلی در آسیا است و این مشکلی است که نمی‌توان آن را با مداخله‌های معمول آمریکا برطرف کرد.
در طول جنگ ویتنام، علیرغم مخالفت‌هایش با جنبش ضدجنگ و پذیرش این ایده که جنگ به نحوی برای جلوگیری از جنگ جهانی سوم ضروری است، هوفر در مورد مداخله گرایی آمریکا، به ویژه اطلاعاتی که جنگ با آن در جنوب شرقی آسیا ادامه می‌یافت، تردید داشت. . بعد از اینکه آمریکا بیشتر درگیر جنگ شد، هوفر آرزو داشت از شکست در ویتنام جلوگیری شود، زیرا می‌ترسید که چنین شکستی جامعهٔ آمریکا را به‌شکلی آسیب‌زا دگرگون کند و در را به روی کسانی که افسانهٔ خنجر از پشت را ترویج می‌کنند باز کند و اجازهٔ ظهور نسخهٔ آمریکایی هیتلر را بدهد.
در خلق و خوی زمان ما (۱۹۶۷)، هوفر اشاره می‌کند که آمریکا قاعدتاً باید در وهلهٔ اول از مداخله اجتناب کند: «سیاست‌مداریِ بهتر شاید این باشد که واضح و دقیق بدانیم چه کاری را نباید انجام دهیم، و عمل را به آنچه در شرایط پیش می‌آید، بسپاریم.» در واقع، هوفر نشان می‌دهد که «ممکن است عاقلانه باشد که منتظر باشیم تا دشمنان خودشان را شکست دهند»، زیرا ممکن است وقتی آمریکا از صحنه خارج شود، به جان یکدیگر بیفتند. این دیدگاه تا حدودی با جنگ کامبوج و ویتنام و جنگ چین و ویتنام در اواخر دهه ۱۹۷۰ تأیید شد.

## مقالات
مقالات هوفر، از جمله ۱۳۱ دفترچه یادداشتی که در جیب می‌گذاشت، در سال ۲۰۰۰ به دست آرشیو مؤسسه هوور افتاد. کاغذها ۷۵ فوت (۲۳ متر) فضای قفسه را اشغال می‌کردند. از آنجا که هوفر سبک کلام قصار را دنبال می‌کرد، دفترچه‌های منتشرنشده (تاریخ ۱۹۴۹ تا ۱۹۷۷) حاوی آثار بسیار مهمی هستد و اگرچه حداقل از سال ۲۰۰۳ برای مطالعه علمی در دسترس قرار گرفته‌اند، اما محتوای چندانی از آنها منتشر نشده است. منتخبی از پنجاه کلمهٔ قصار، با تمرکز بر رشد استعدادهای انسانی محقق‌نشده از طریق خلاقیت، در مجله هارپر (شمارهٔ ژوئیهٔ ۲۰۰۵) منتشر شده است.

## آثار منتشرشده
1951 The True Believer: Thoughts On The Nature of Mass Movements. شابک ‎۰−۰۶−۰۵۰۵۹۱−۵
1955 The Passionate State of Mind, and Other Aphorisms. شابک ‎۱−۹۳۳۴۳۵−۰۹−۷
1963 The Ordeal of Change. شابک ‎۱−۹۳۳۴۳۵−۱۰−۰
1967 The Temper of Our Time. شابک ‎۹۷۸−۱−۹۳۳۴۳۵−۲۲−۰
1968 Nature and The City
1969 Working and Thinking on the Waterfront: A Journal, June 1958 to May 1959
1971 First Things, Last Things
1973 Reflections on the Human Condition. شابک ‎۱−۹۳۳۴۳۵−۱۴−۳
1976 In Our Time
1979 Before the Sabbath
1982 Between the Devil and the Dragon: The Best Essays and Aphorisms of Eric Hoffer. شابک ‎۰−۰۶−۰۱۴۹۸۴−۱
1983 Truth Imagined. شابک ‎۱−۹۳۳۴۳۵−۰۱−۱

## ترجمهٔ فارسی آثار
کتاب مرید راستین تا کنون چندین بار به فارسی ترجمه شده است:
- روان‍ش‍ن‍اس‍ی ت‍وده‌ه‍ا و ج‍ن‍ب‍ش‌ه‍ا، ت‍رج‍م‍هٔ ه‍ادی ه‍رم‍زی، س‍وئ‍د: آن‍اه‍ی‍ت‍ا، ۱۳۶۹
- پ‍ی‍رو راس‍ت‍ی‍ن: ت‍ح‍ق‍ی‍ق‍ی خ‍وان‍دن‍ی درب‍ارهٔ م‍اه‍ی‍ت ج‍ن‍ب‍ش‌ه‍ای ان‍ب‍وه م‍ردم‌، ت‍رج‍م‍هٔ فیروزه خلعتبری، ت‍ه‍ران: ش‍ب‍اوی‍ز، ۱۳۷۲
- مرید راستین: تاملاتی دربارهٔ سرشت جنبش‌های توده‌وار، ترجمهٔ شهریار خواجیان. ‏تهران: اختران‏‫، ۱۳۸۵
- معتقد واقعی، ترجمهٔ علی اصغر مسدد، شیراز: نوید شیراز، ۱۳۸۵
- ‏‫گروندهٔ راستین‮‬: ‏‫اندیشه‌هایی دربارهٔ ماهیت نهضت‌های جمعی‮‬، ترجمهٔ کریم سنجابی، تهران: ‫سنا‮‬‏‫، ‏۱۴۰۰

## مصاحبه‌ها
- گفتگو با اریک هوفر، مصاحبهٔ تلویزیونی دوازده‌قسمتی با اجرای جیمز دی در کانال ۹ پی‌بی‌اس، سانفرانسیسکو، ۱۹۶۳
- «اریک هوفر: حالت پرشور ذهن» با اجرای اریک سوارید، شبکهٔ سی‌بی‌اس، ۱۹ سپتامبر ۱۹۶۷[۲۸] (بازپخش در ۱۴ نوامبر، به دلیل تقاضای مکرر).
- «قلب وحشی: گفتگو با اریک هوفر» با اجرای اریک سوارید، شبکهٔ سی‌بی‌اس، ۲۸ ژانویهٔ ۱۹۶۹[۲۸]

## جوایز و تقدیرها
- مه ۱۹۷۱ - دکترای افتخاری؛ کالج استون هیل
- ژوئن ۱۹۷۱ - دکترای افتخاری؛ دانشگاه فناوری میشیگان
- ۱۹۷۸ - مجسمهٔ نیم‌تنهٔ هوفر را جاناتان هیرشفلد (مجسمه‌ساز آمریکایی) به سفارش چارلز کیترل ساخت؛ مجسمه در بارتلزویل، اکلاهما قرار دارد.
- ۱۳ فوریهٔ ۱۹۸۳ - نشان افتخار آزادی رئیس‌جمهوری را رونالد ریگان به هوفر اعطا کرد.
- ۱۷ سپتامبر ۱۹۸۵- رونمایی از مجسمهٔ اسکای‌گیت در سانفرانسیسکو؛ سخنرانیِ تقدیمِ مجسمه را اریک سوارید ایراد کرد.